# Pępowo Kartuskie
Pępowo Kartuskie – przystanek kolejowy w Pępowie, w województwie pomorskim, w Polsce. Przez przystanek przebiega linia kolejowa nr 201, a zatrzymujące się na nim pociągi kursują pomiędzy Kościerzyną a Gdynią Główną oraz między Gdańskiem Głównym/Gdańskiem Wrzeszczem a Kartuzami.

## Ruch pasażerski
| Rok  | Wymiana pasażerska na dobę |
| ---- | -------------------------- |
| 2017 | 300-499                    |
| 2022 | 300-499                    |

Przystanek powstał w 1938 roku.

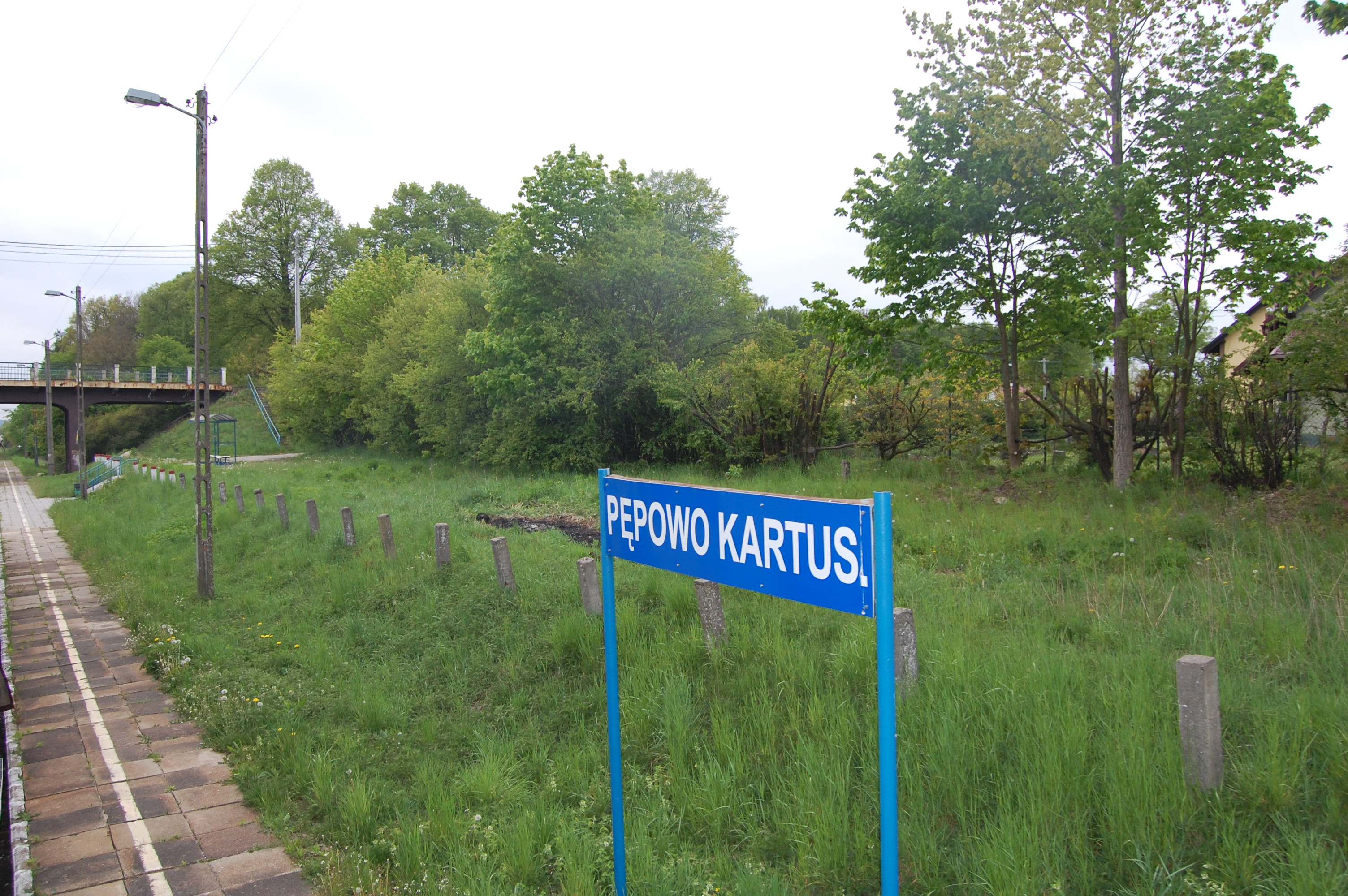
Krawędź przystanku kolejowego Pępowo Kartuskie przed remontem - w głębi wiadukt drogowy z 1938 r. z ul. Gdańską

Na przystanku znajduje się jedna krawędź peronowa wraz z wiatą przystankową. Do 1994 w niewielkim murowanym budynku poczekalni funkcjonowała kasa biletowa, następnie obiekt niszczał i został wyburzony w kwietniu 2005 i zastąpiony przeszkloną wiatą. Z okazji uruchomienia Pomorskiej Kolei Metropolitalnej przystanek został poddany gruntownej modernizacji. W 2015 zbudowano wiatę, podjazd dla osób niepełnosprawnych, parking dla rowerów, a w 2016 parking dla samochodów o utwardzonej nawierzchni. 